# Per Borten
Per Borten (ur. 3 kwietnia 1913 we Flå, zm. 20 stycznia 2005 w Trondheim) – norweski polityk, działacz Partii Centrum, w latach 1965–1971 premier Norwegii.

## Życiorys
Studiował nauki rolnicze w wyższej szkole rolniczej (Norges Landbrukshøgskole), które ukończył w 1939. W latach 1945–1955 był burmistrzem rodzinnego miasta Flå, działał też w samorządzie okręgu Sør-Trøndelag. W 1950 po raz pierwszy objął mandat posła do Stortingu, deputowanym był przez siedem kadencji aż do 1977.
Działał w partii chłopskiej (Bondepartiet), przekształconej następnie w partię centrum (Senterpartiet). Od 1958 do 1973 stał na czele parlamentarnej frakcji swojego ugrupowania. W latach 1955–1967 był przewodniczącym partii, w tym czasie zreformował ją, m.in. doprowadzając do zmiany nazwy.
Od października 1965 do marca 1971 był premierem (zastąpił Einara Gerhardsena), kierował koalicją czterech partii centroprawicowych, którą poza centrystami współtworzyli chadecy, liberałowie i konserwatyści. W okresach 1961–1965 i 1973–1977 stał na czele Odelstingu (jednej z dwóch formalnych części Stortingu).